# Terras fönster nr 8
Terras fönster nr 8 är en svensk kortfilm från 1953.

## Rollista
- Oscar Rundqvist - spelar diverse instrument
- Adrienne Lombard - i Lorcas pjäs Den galanta skomakarfrun
- Nils "Mora-Nisse" Karlsson
- Sonja Edström
- Georg Adelly - Tobias
- Mona Geijer-Falkner - oboespelande
- Sven Lindberg - bortklippta scener ur Resan till dej
- Siv Ericks - bortklippta scener ur Resan till dej
- Martin Ljung
- Gustaf Mandal - spelar fiol på Lilla Teatern i Lund

### Fotnoter
1. ↑  ”Terras fönster nr 8”. Svensk Filmdatabas. http://www.sfi.se/sv/svensk-filmdatabas/Item/?type=MOVIE&itemid=9577&ref=%2ftemplates%2fSwedishFilmSearchResult.aspx%3fid%3d1225%26epslanguage%3dsv%26searchword%3dterras+f%C3%B6nster%26type%3dMovieTitle%26match%3dBegin%26page%3d1%26prom%3dFalse. Läst 22 maj 2016.